# Fran Cruz
Fran Cruz, właśc. Francisco de Paula Cruz Torres (ur. 22 czerwca 1991 w Kordobie) – hiszpański piłkarz występujący na pozycji obrońcy w Extremadura UD.

## Kariera klubowa
Wychowanek klubu Córdoba CF, gdzie w 2008 roku rozpoczął karierę na poziomie seniorskim. Następnie występował w AD Alcorcón, UE Llagostera, Rapidzie Bukareszt, CD Mirandés oraz Lorca FC. Przed sezonem 2018/19 podpisał 2-letni kontrakt z Miedzią Legnica.

## Życie prywatne
Brat Bernardo Cruza.